# アイタカ
アイタカは日本の沖縄県出身のフォークデュオ。
地元沖縄を拠点としたローカルタレント・音楽ユニットとして活動。乾燥梅菓子「スッパイマン」を始め、地元ローカルCMソングを多数手がけている。

## メンバー
- アイロウ：（1975年5月26日 - ）
那覇市出身。血液型A型。
元東風の東風平高根は実兄。
- タカ： （1976年9月20日 -  ）
那覇市出身。血液型A型。

## 経歴
1993年、首里東高校在学中にバレーボール部の先輩（アイロウ）･後輩（タカ）として出会い、文化祭に出場するため、CHAGE and ASKAのコピーを中心としたバンドを結成。
進学のため上京する友達に曲を送ろうとタカがアイロウにメロディをつけてもらったのが初のオリジナル曲「君へ…」である。その後、ラジオに出演し、ものまねや番組企画などが受け、ラジオ沖縄「へのへのうしし」のレギュラーとなる。県内のライブ・イベントに多数出演する傍ら、路上ライブを行う。
1999年　沖縄テレビの音楽番組「オリオンライブカンパニー ミュージックバーサス」にて、フォーク部門賞を受賞。HOUND DOGのカウントダウンライブにてオープニングアクトを務めたことがきっかけで、HOUND DOGの橋本章司・八島順一、THE 虎舞竜の本間がプロデュース・アレンジを手がける。
2000年　1stマキシシングル「君へ」をリリース。
2001年　1stアルバム「僕から君へ」をリリース。CMソングに多数使用される。
2002年　沖縄ローカルCMソング「スッパイマンのうた」（ポニーキャニオン）でメジャー・デビュー。本人らも“スッパイマン”と“おさるのタカくん”に扮してCM出演およびフジテレビ『ポンキッキーズ21』ゲスト出演。
2003年　活動拠点を福岡に移しアルバム「青い海」、企画シングル「ダイエーホークス優勝ソング」をリリース
2004年　活動拠点を東京に移し『アイロウ&タカ』から『ヒガシワタリ』に改名し、吉野金次アレンジによるアルバム「青い海」リリース
2005年　『アイタカ』に改名
2006年　アイロウがローカルタレント・長谷川友子と結婚、農業をしながらの兼業農家アーティスト『アイモコ』としての活動を開始。

## CM
- 「ひょっとこ」　うるくそば
- 「君へ」　あんしんの引越し
- 「理由」　モンゴルマンホールチルドレンチャリティテーマソング
- 「NON STOP LOVE」　ネーブルカデナ
- 「手強い自分」　国際通り商店街イルミネーションロードフェスタ
- 「夏が染まる前に」　ひめゆりパーク
- 「ONE TAKE」　リンクカード
- 「どこを見て」　BIC Bridal
- 「いつのまにか」　居酒屋浮島
- 「スッパイマンのうた」　上間菓子店
- 「あくび」　共同型マンション

## ラジオ
- へのへのうしし（ラジオ沖縄）
- ひょっとこバンバン（ラジオ沖縄）